# EZ Aquarii
EZ Aquarii, auch Luyten 789-6 oder Gliese 866, ist ein Sternensystem, das aus drei Roten Zwergen der Spektralklasse M besteht, und daher zu den BY-Draconis-Sternen zählt. Es ist ca. 11,1 Lichtjahre (3,4 pc) von unserem Sonnensystem entfernt und befindet sich im Sternbild Wassermann.

## Systemaufbau
Das Paar EZ Aquarii AC bildet ein spektroskopisches Binärsystem mit einer Periode von 3,8 Tagen und einem Abstand von 0,03 AE. EZ Aquarii AC teilt sich eine gemeinsame Umlaufbahn mit EZ Aquarii B, mit einer Dauer von 823 Tagen. Die A- und B-Komponenten emittieren beide Röntgenstrahlen.

## Beobachtung
Der Stern mit der Nummer 866 im Gliese-Katalog wurde dreißig Jahre lang als Einzelstern angesehen. 1986 entdeckten Astronomen des Max-Planck-Institut für Astronomie (MPIA) mit Hilfe der hochauflösenden Speckle-Interferometrie in nur 0,4 Bogensekunden Abstand vom Hauptstern einen Begleiter. Französische Astronomen entdeckten 1999 bei weiteren spektroskopischen Untersuchungen von GJ 866 einen dritten, bis dahin unbekannten Begleitstern.
Die hohe Eigenbewegung von EZ Aquarii wurde von Willem Jacob Luyten entdeckt. Alle drei Sterne könnten zur Klasse der Flare-Sterne zählen, da sich ihre Massen in der Nähe des unteren Grenzwerts für die Wasserstofffusion von mindestens 0,08 M⊙ oder 83 Jupitermassen bewegen, und ihre Kernwärme nur durch Konvektion transportiert werden kann.
Durch Kombination von Datensätzen konnten die einzelnen Sternmassen mit einer Genauigkeit von ≈ 1 % bestimmt werden.
| Komponente | Masse in M⊙     |
| ---------- | --------------- |
| A          | 0,1187 ± 0,0011 |
| B          | 0,1145 ± 0,0012 |
| C          | 0,0930 ± 0,0008 |

EZ Aquarii C ist das leuchtschwächste Mitglied des Systems, und der einzige Stern mit einer dynamisch bestimmten Masse, die sicher unter 0,1 M⊙ liegt.
Die Konfiguration des inneren Binärpaars könnte es einem umlaufenden Planeten ermöglichen, in der Nähe seiner habitablen Zone zu kreisen. EZ Aquarii nähert sich unserem Sonnensystem und wird sich in ungefähr 32.300 Jahren in einem minimalen Abstand von ungefähr 8,2 Lichtjahren (2,5 pc) von der Sonne befinden. Der nächste Nachbarstern Lacaille 9352 befindet sich in einer Entfernung von ca. 4,1 Lichtjahren von EZ Aquarii.

## Erwähnung in der Kunst
Das Sternensystem ist Titelgeber des 2022 erschienenen Albums „EZ Aquarii“ der deutschen Indie-Pop-Band Von Wegen Lisbeth.